# Rosalia ogurai
Rosalia ogurai är en skalbaggsart som beskrevs av Masatoshi Takakuwa och Karube 1997. Rosalia ogurai ingår i släktet Rosalia och familjen långhorningar.
Artens utbredningsområde är Myanmar. Inga underarter finns listade i Catalogue of Life.